# التعديل السادس على دستور الولايات المتحدة
يورد التعديل السادس على دستور الولايات المتحدة الحقوق المتعلقة بالمحاكمات الجنائية. أُقر في عام 1791 بكونه جزءًا من وثيقة حقوق الولايات المتحدة. طبقت المحكمة العليا معظم أشكال الحماية التي يوفرها هذا التعديل على الولايات من خلال بند الشرعية الإجرائية في التعديل الرابع عشر.
يمنح التعديل السادس المتهمين في قضايا جنائية الحق في محاكمة سريعة وعلنية من قِبل هيئة محلفين غير متحيزة تابعة للولاية أو المقاطعة التي يُزعم ارتكاب الجريمة فيها. بموجب بند هيئة المحلفين غير المتحيزة، يجب أن يكون المحلفون محايدين، ويجب أن تتكون هيئة المحلفين من شريحة تمثل المجتمع. يشمل حق وجود هيئة محلفين الجرائم التي تكون عقوبتها السجن لمدة تزيد عن ستة أشهر. في قضية باركر ضد وينغو، وضعت المحكمة العليا معيار موازنة لتحديد ما إذا كان حق المتهم في محاكمة سريعة قد انتُهك. إلى جانب ذلك، قضت بأن شرط المحاكمة العلنية ليس قطعيًا، وأنه يمكن في بعض الحالات للسلطة القضائية والمدعى عليه على حد سواء طلب محاكمة مغلقة.
يقتضي التعديل السادس إخطار المتهمين الجنائيين بطبيعة الاتهامات الموجهة إليهم وأسبابها. يمنح بند المواجهة في هذا التعديل المدعى عليهم في القضايا الجنائية الحق في مواجهة الشهود واستجوابهم، في حين يمنح بند الإجراء الإلزامي للمدعى عليهم في القضايا الجنائية الحق في استدعاء شهودهم و، في بعض الحالات، إجبار الشهود على الإدلاء بشهاداتهم. يمنح بند الاستعانة بمحام المتهمين في القضايا الجنائية الحق في الحصول على مساعدة محام. في قضية غيدون ضد وينرايت والقضايا اللاحقة، رأت المحكمة العليا أنه يجب توفير محامٍ عام للمدعى عليهم في القضايا الجنائية من غير القادرين على تحمل أتعاب محامٍ في جميع المحاكمات التي يواجه فيها المتهم إمكانية السجن.

## النص
في جميع المحاكمات الجنائية، للمتهم الحق بأن يحاكم محاكمة سريعة وعلنية بواسطة هيئة محلفين غير متحيزة تابعة للولاية أو المقاطعة التي تكون الجريمة قد ارتكبت فيها، وتكون المقاطعة قد سبق للقانون تحديدها، وله الحق في أن يبلغ بسبب الاتهام وطبيعته؛ وفي أن يواجه الشهود الذين يشهدون ضده؛ وفي أن تتوفر له التسهيلات القانونية اللازمة لاستدعاء شهود لمصلحته، وفي أن يستعين بمحام للدفاع عنه.

## الحقوق المصانة

### محاكمة سريعة
يملك المدعى عليهم في قضايا جنائية الحق في الحصول على محاكمة سريعة. في قضية باركر ضد وينغو، 407 يو.إس. 514 (1972)، وضعت المحكمة العليا معيار موازنة مكون من أربعة أجزاء لكل حالة بعينها من أجل البت في مزاعم المتهم بحصول انتهاكات لحقه في الحصول على محاكمة سريعة. العوامل الأربعة هي:
- طول فترة التأخير. لم تحكم المحكمة صراحةً بتطبيق أي حد زمني قطعي. لكنها ذكرت على سبيل المثال بأن مدة التأخير في «جرائم الشوارع العادية أقل بكثير من تهم التآمر المعقدة والخطيرة».
- سبب التأخير. قد لا يؤخر الادعاء المحاكمة لفترة طويلة لمصلحته الخاصة، ولكن قد تؤخَّر المحاكمة لضمان حضور شاهد غائب أو لاعتبارات عملية أخرى (كتغيير مكان المحاكمة مثلًا).
- توقيت وطريقة تمسك المتهم بحقه. إذا وافق المدعى عليه على التأخير لمصلحته الخاصة، فلا يمكنه الادعاء لاحقًا بأنه قد تأخر دون مبرر.
- الضرر الواقع على المدعى عليه من جراء التأخير.

في قضية سترانك ضد الولايات المتحدة 412 يو. إس. 434 (1973)، قضت المحكمة العليا بأنه إذا وجدت المحكمة التي تُجري الاستعراض القضائي انتهاكًا لحق المدعى عليه في محاكمة سريعة، فيجب رفض لائحة الاتهام وإلغاء أي إدانة. وارتأت المحكمة أنه نظرًا لأن المحاكمة المؤجلة هي إجراء من جانب الولاية انتهك حقوق المدعى عليه، فلن يكون هناك أي تعويض مناسب آخر. وبالتالي، فإن رد قضية جنائية أو نقضها على أساس المحاكمة السريعة يعني أنه لا يمكن إجراء محاكمات أخرى على الجريمة المزعومة.

### محاكمة علنية
في قضية شيبارد ضد ماكسويل، 384 يو. إس. 333 (1966)، أصدرت المحكمة العليا قرارها بأن الحق في محاكمة علنية ليس قطعيًا. يمكن في القضايا التي ينتهك فيها الانتشار العلني حق المدعى عليه في مبدأ الشرعية الإجرائية، وضع حد لاطلاع العامة على المحاضر. وفقًا لقضية مؤسسة الصحافة وشركائها ضد المحكمة العليا 478 يو. إس 1 (1986)، فإنه يمكن إغلاق المحاكمات بناءً على طلب من السلطة القضائية إذا كان هناك «مصلحة قصوى تستند إلى استنتاجات تفيد بأن المثول في جلسة مغلقة ضروري للحفاظ على القيم العليا ويوصى به بشدة لخدمة هذه المصلحة». يجوز للمتهم طلب إغلاق المحاكمة؛ ومع ذلك، يجب أولًا إثبات وجود «احتمال كبير لتضرر حق المدعى عليه في محاكمة عادلة من خلال العلنية التي ستمنعها الجلسة المغلقة، وثانيًا، عدم إمكانية بدائل المحاكمات المغلقة المتاحة حماية حق المدعى عليه في محاكمة عادلة بالقدر الكافي».

### هيئة محلفين غير متحيزة
لطالما اعتمد الحق في وجود هيئة محلفين على طبيعة الجريمة المنسوبة إلى المدعى عليه. لا تشمل الجرائم الصغيرة – تلك التي يعاقب عليها بالسجن لمدة لا تزيد عن ستة أشهر – شرط وجود هيئة محلفين. حتى فيما يخص العديد من الجرائم الصغيرة، التي قد يتجاوز إجمالي مدة السجن عليها ستة أشهر، فإن الحق في إجراء محاكمة أمام هيئة محلفين غير موجود. أيضًا، في الولايات المتحدة، باستثناء الجرائم الخطيرة (كالقتل)، يُحاكم القاصرون عادةً في محاكم الأحداث، مما يخفف شدة العقوبة الجائزة، لكنه يُفقِد الحق في وجود هيئة محلفين.
في البداية، قضت المحكمة العليا بأن حق إجراء محاكمة أمام هيئة محلفين بموجب التعديل السادس يشير إلى الحق في «إجراء محاكمة من قِبل هيئة محلفين كما يُفهم من المعنى المقصود وعلى النحو المطبق في القانون العام، متضمنًا جميع الأركان الأساسية المعترف عليها في هذه البلاد وإنجلترا حين أُقر الدستور». لذلك، جرى التأكيد على تشكيل هيئات محلفين من اثني عشر فردًا وأن الأحكام الصادرة يجب أن تكون بالإجماع، كما جرت العادة في إنجلترا.
عندما منحت المحكمة العليا، بموجب التعديل الرابع عشر، الحق بمحاكمة المتهمين في محاكم الولايات أمام هيئة محلفين، أعادت النظر في بعض المعايير. اعتُبر تحديد عدد المحلفين باثني عشر نتيجة «واقعة تاريخية»، وأن هيئة المحلفين المكونة من ستة أشخاص ستكون كافية، ولكن أي هيئة عددها أقل من ذلك ستحرم المدعى عليه من حق المحاكمة أمام هيئة محلفين. في قضية راموس ضد لويزيانا (2020)، أصدرت المحكمة قرارًا يفيد بأن التعديل السادس يفرض قرارًا بالإجماع في جميع المحاكمات الجنائية الفيدرالية والمحاكمات الصادرة على مستوى الولاية.